# Велілья
Велілья (ісп. Velilla) — муніципалітет в Іспанії, у складі автономної спільноти Кастилія-і-Леон, у провінції Вальядолід. Населення — 126 осіб (2010).
Муніципалітет розташований на відстані близько 170 км на північний захід від Мадрида, 25 км на південний захід від Вальядоліда.

## Демографія
Динаміка населення (INE ):